# Neos
Neos S. p.A — італійська авіакомпанія зі штаб-квартирою в Сомма-Ломбардо, що базується в Міланському аеропорту Мальпенса. Авіакомпанія надає чартерні послуги для туристичних компаній, в основних туристичних напрямках, таких як Карибські острови, Азія, Африка, європейські курорти, а також Росія.

## Історія
Авіакомпанія була створена 22 червня 2001 року, як спільне підприємство Alpitour і німецького концерну TUI. Оперативну діяльність авіакомпанія почала 8 березня 2002 року. У січні 2004 року TUI продала свою частину компанії Alpitour, таким чином, Neos зараз повністю належить Alpitour, не рахуючи 0,01 %, що належать Welcome travel. Станом на березень 2007 року в компанії працювало 220 осіб.
У січні 2011 року флот Neos був збільшений до шести літаків. У 2014 році Neos замовив три Boeing 787-8. Пізніше ці замовлення були перетворені на чотири більші літаки 787-9, які потім будуть додані в 2020 році, а ще 2 були передані Norwegian Air International. Neos став першим італійським оператором Boeing 787, коли його перший 787-9 був введений в експлуатацію 25 грудня 2017 року.
Neos Air також отримала пізніше, 30 березня 2021 року, свої перші 2 Boeing 737 MAX 8, щоб потім отримати ще 2 8 червня 2021 року, додавши до флоту 4 737 MAX 8.

## Напрямки

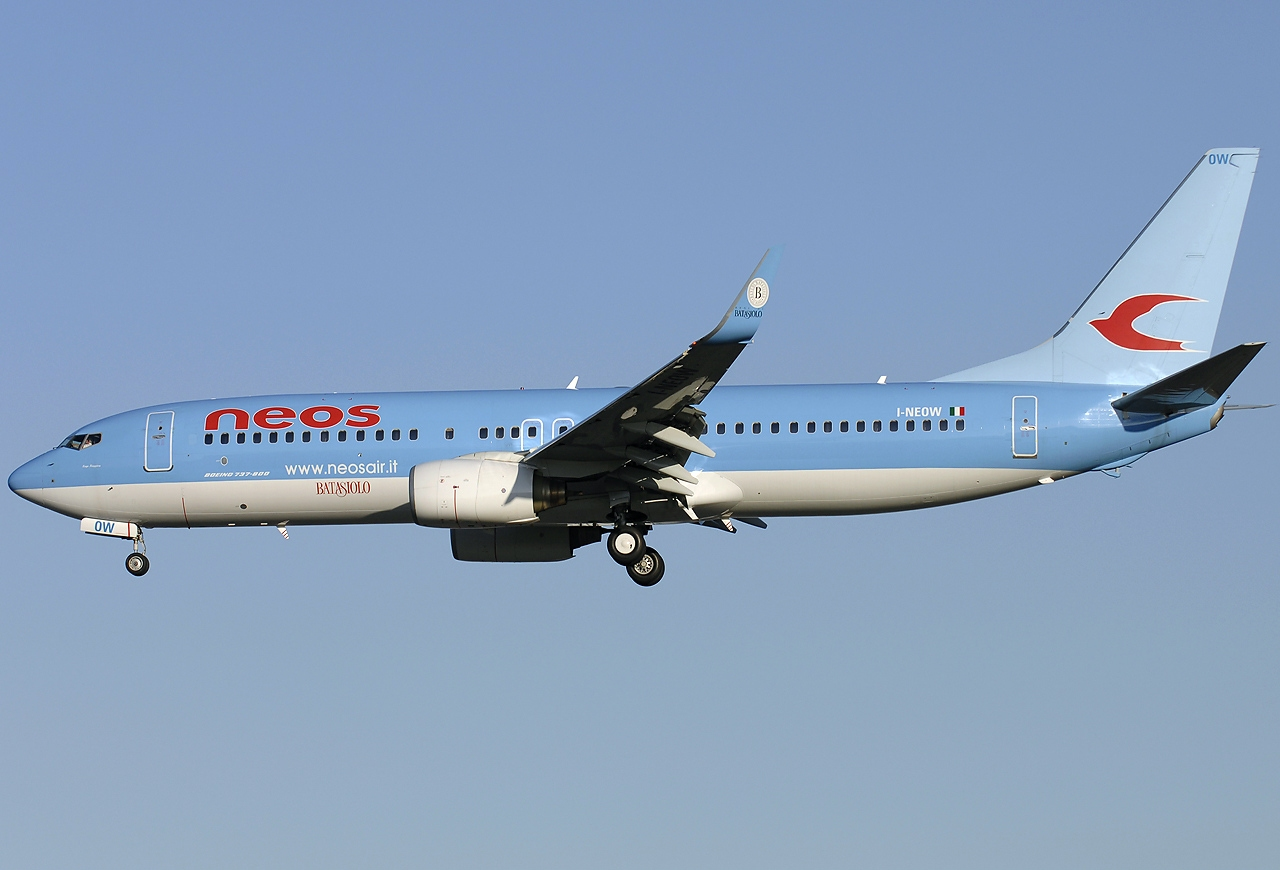
Neos Boeing 737-800

Напрямки за якими прямують літаки Neos на листопад  2018,:
| Країна                   | Місто            | Аеропорт                      | Примітки | Refs  |
| ------------------------ | ---------------- | ----------------------------- | -------- | ----- |
| Кабо-Верде               | Боавішта         | Боавішта (аеропорт)           |          |       |
| Кабо-Верде               | Сал              | Сал (аеропорт)                |          |       |
| Китай                    | Нанкін           | Нанкін (аеропорт)             |          |       |
| Куба                     | Гавана           | Гавана (аеропорт)             |          |       |
| Куба                     | Ольгін           | Ольгін (аеропорт)             |          |       |
| Домініканська Республіка | Ла-Романа        | Ла-Романа (аеропорт)          |          |       |
| Єгипет                   | Марса-Алам       | Марса-Алам (аеропорт)         |          |       |
| Єгипет                   | Мерса-Матрух     | Мерса-Матрух (аеропорт)       | сезонний |       |
| Єгипет                   | Шарм-ель-Шейх    | Шарм-ель-Шейх (аеропорт)      |          |       |
| Греція                   | Іракліон         | Іракліон (аеропорт)           | сезонний |       |
| Греція                   | Карпатос         | Карпатос (аеропорт)           | сезонний |       |
| Греція                   | Кос              | Кос (аеропорт)                | сезонний |       |
| Греція                   | Міконос          | Міконос (аеропорт)            | сезонний |       |
| Греція                   | Родос            | Родос (аеропорт)              | сезонний |       |
| Греція                   | Санторіні        | Санторіні (аеропорт)          | сезонний |       |
| Греція                   | Скіатос          | Скіатос (аеропорт)            | сезонний |       |
| Ізраїль                  | Тель-Авів        | Тель-Авів (аеропорт)          | сезонний |       |
| Італія                   | Бергамо          | Мілан-Бергамо                 | хаб      |       |
| Італія                   | Болонья          | Болонья (аеропорт)            | хаб      |       |
| Італія                   | Катанія          | Катанія (аеропорт)            | сезонний |       |
| Італія                   | Мілан            | Мілан-Мальпенса               | хаб      |       |
| Італія                   | Неаполь          | Неаполь (аеропорт)            | сезонний |       |
| Італія                   | Рим              | Рим-Фіумічіно                 | хаб      |       |
| Італія                   | Верона           | Верона (аеропорт)             | хаб      |       |
| Ямайка                   | Монтего-Бей      | Монтего-Бей (аеропорт)        |          |       |
| Кенія                    | Момбаса          | Момбаса (аеропорт)            | сезонний |       |
| Мадагаскар               | Нусі-Бе          | Нусі-Бе (аеропорт)            | сезонний |       |
| Мальдіви                 | Мале (місто)     | Мале (аеропорт)               |          |       |
| Мексика                  | Канкун           | Канкун (аеропорт)             |          |       |
| Бірма                    | Янгон            | Янгон (аеропорт)              | сезонний | [ 5 ] |
| Оман                     | Салала           | Салала (аеропорт)             | сезонний |       |
| Португалія               | Порту-Санту      | Порту-Санту (аеропорт)        | сезонний |       |
| Іспанія                  | Фуертевентура    | Фуертевентура (аеропорт)      |          |       |
| Іспанія                  | Ібіца            | Ібіца (аеропорт)              | сезонний |       |
| Іспанія                  | Лансароте        | Лансароте (аеропорт)          | сезонний |       |
| Іспанія                  | Гран-Канарія     | Гран-Канарія (аеропорт)       |          |       |
| Іспанія                  | Малага           | Малага (аеропорт)             | сезонний |       |
| Іспанія                  | Менорка          | Менорка (аеропорт)            | сезонний |       |
| Іспанія                  | Тенерифе         | Тенерифе-Південний (аеропорт) |          |       |
| Танзанія                 | Занзібар (місто) | Занзібар (аеропорт)           |          |       |
| В'єтнам                  | Фукуок           | Фукуок (аеропорт)             | сезонний |       |

## Флот

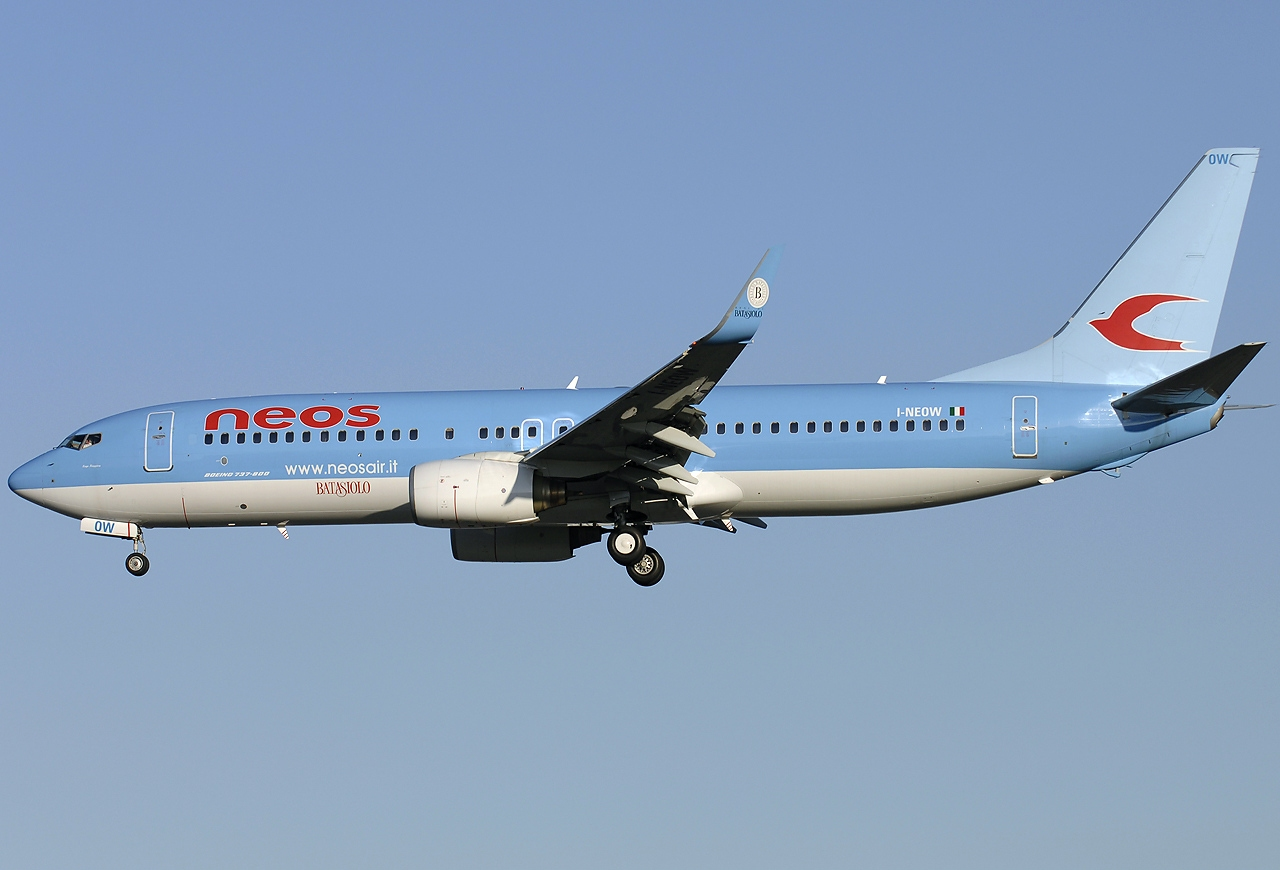
Neos Boeing 737-800

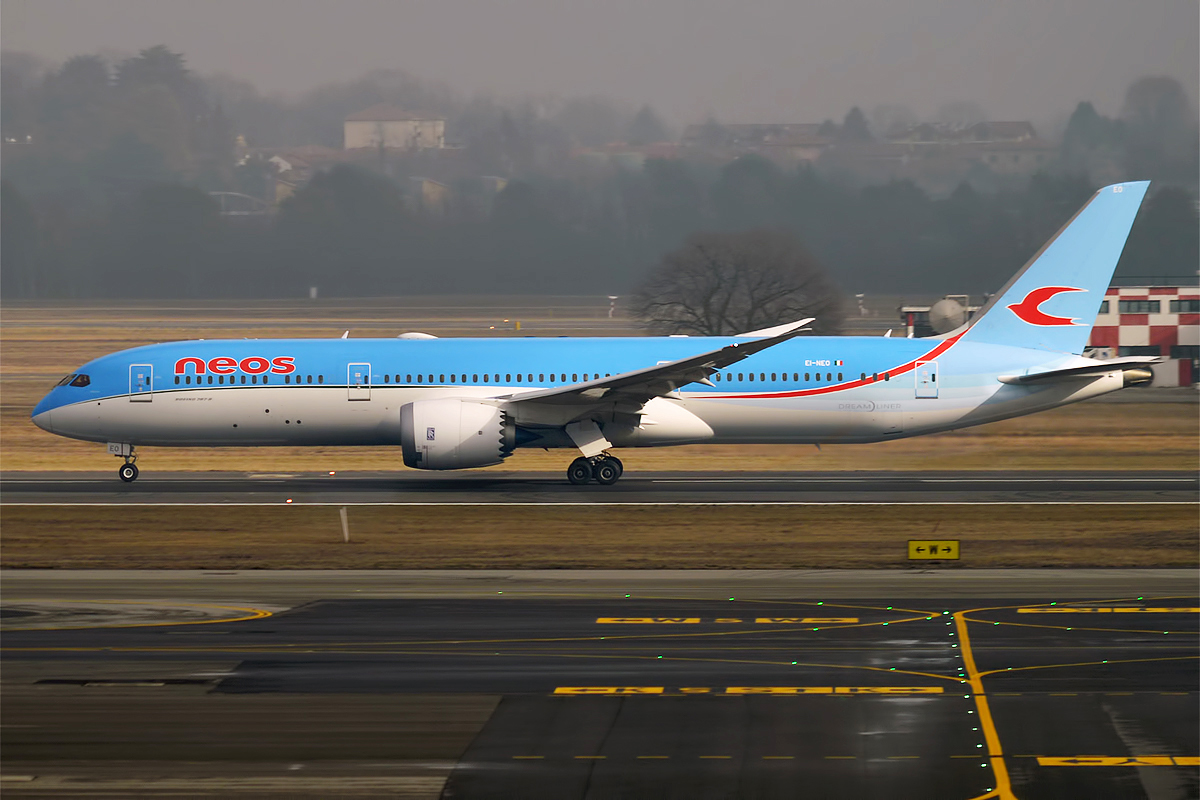
Neos Boeing 787-9

Флот Neos на листопад 2018:
| Тип              | В дії | Замовлено | Пасажирів | Пасажирів | Пасажирів | Примітки                  |
| Тип              | В дії | Замовлено | C         | Y         | Total     | Примітки                  |
| ---------------- | ----- | --------- | --------- | --------- | --------- | ------------------------- |
| Boeing 737-800   | 6     | —         | —         | 186       | 186       | Два борта здані в оренду. |
| Boeing 737 MAX 8 | —     | 2         | TBA       | TBA       | TBA       |                           |
| Boeing 767-300ER | 2     | —         | 12        | 272       | 284       |                           |
| Boeing 767-300ER | 1     | —         | —         | 258       | 258       |                           |
| Boeing 787-9     | 3     | 1         | 28        | 331       | 359       | Постачання до 2019        |
| Разом            | 12    | 3         |           |           |           |                           |

## Події
19 листопада 2012 р. рейс 731 потрапив у сильну турбулентність на шляху з Ольгіна, Куба, в Мілан. 66 пасажирів отримали незначні поранення під час польоту. Політ виконувався на Boeing 767-300.